# کومورنا
کومورنا (به لهستانی:  Komorna) یک روستا در لهستان است که در گمینا اوبرازوو واقع شده‌است.
 کومورنا  ۳۳۰ نفر جمعیت دارد.